# Río Fresnedoso
El río Fresnedoso es un río del centro de la península ibérica perteneciente a la cuenca hidrográfica del Guadiana, que discurre por las provincias de Ciudad Real y  Toledo (España).

## Curso
La cabecera del río Fresnedoso está formada por varios arroyos que descienden desde la sierra de Altamira y también recibe aportes de la sierra de Sevilleja a través de la cabecera de su afluente el arroyo Pradera. El río discurre en sentido nordeste-suroeste a lo largo de unos 27 km a través de los términos municipales de Anchuras y Sevilleja de la Jara hasta su desembocadura en el embalse de Cíjara, donde confluye con el río Estena y con el Guadiana. 